# Исмагулов, Асылболат Какенович
Асылболат Какенович Исмагулов (каз. Асылболат Кәкенұлы Ысмағұлов; род. 18 февраля 1951, Мамлютский район, Северо-Казахстанская область, Казахская ССР, СССР) — советский и казахский актёр кино и театра, певец, заслуженный артист Казахской ССР (1987).

## Биография
Родился 18 февраля 1951 года в селе Бостандык Северо-Казахстанской области.
В 1968 году окончил Казахскую школу-интернат № 2 г. Кызылжар.
В 1969 году поступил и 1973 году окончил театральное отделение государственного института искусств им. Курмангазы класс народной артистки СССР, лауреата Государственной премии СССР, профессора Хадиша Букеевой.
С 1973 по 1993 годы — актёр Тургайского областного казахского музыкально-драматического театра им. Серке Кожамкулова.
С 1993 по 2005 годы — актёр Казахского государственного академического музыкально-драматического театра имени Калибека Куанышбаева.
С 2005 года занимается творческой деятельностью, работает над расширением репертуара.

## Творчество
Роли в театре
- «Кыз Жибек» — Бекежан.
- «Козы Корпеш — Баян сулу» — Жантык.
- «Махамбет» — Махамбет.
- «Балуан — Шолак» — Балуан и др.

Фильмография
- 1991 — «Опиум», реж. Туран Дуйсебаев.
- 1993 — «Абулхаир-Хан», реж. Виктор Пусурманов.
- 2006 — «Кочевник», реж. Сергей Бодров, Талгат Теменов, Айвен Пассер.
- 2009 — «Биржан сал», реж. Досхан Жолжаксынов, Рымбек Альпиев.
- 2009 — «Лавэ», реж. Ануар Райбаев.
- 2011 — «Мой грешный ангел», реж. Талгат Теменов.

## Награды и звания
- Указом Верховного Совета Казахской ССР от 1987 года награждён почётным званием «Заслуженный артист Казахской ССР» за заслуги в культуре.
- Указом Президента Республики Казахстан от 5 декабря 2018 года награждён орденом «Парасат» за выдающийся вклад в развитие театрального и кино искусства.[1][2]
- Главный приз республиканского театрального фестиваля в номинации «За лучшую мужскую роль» (2003)[3]